# 性衝動量表
性衝動量表（Sexual Compulsivity Scale）是一個問卷，用於測量性慾亢進和性成癮。該量表由美國學者Seth Kalichman編制。問卷由受試者自行填寫，問卷使用四點同意度量尺。
有研究指出該量表可以預測青年未來的健康狀況。

## 外部連結
- Online version of the Sexual Compulsivity Scale